# Taurisch Paleis

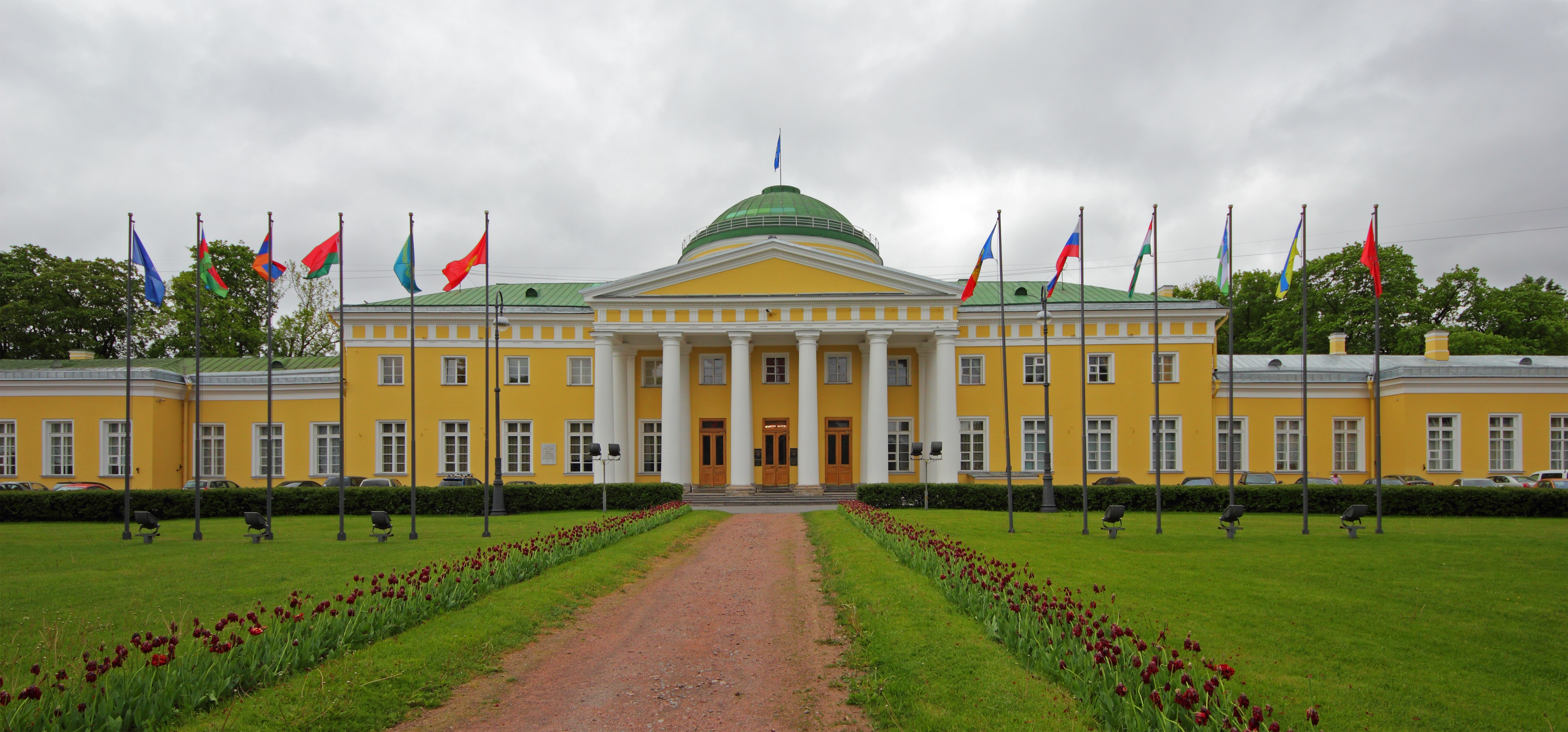
Het Taurische Paleis in 2012

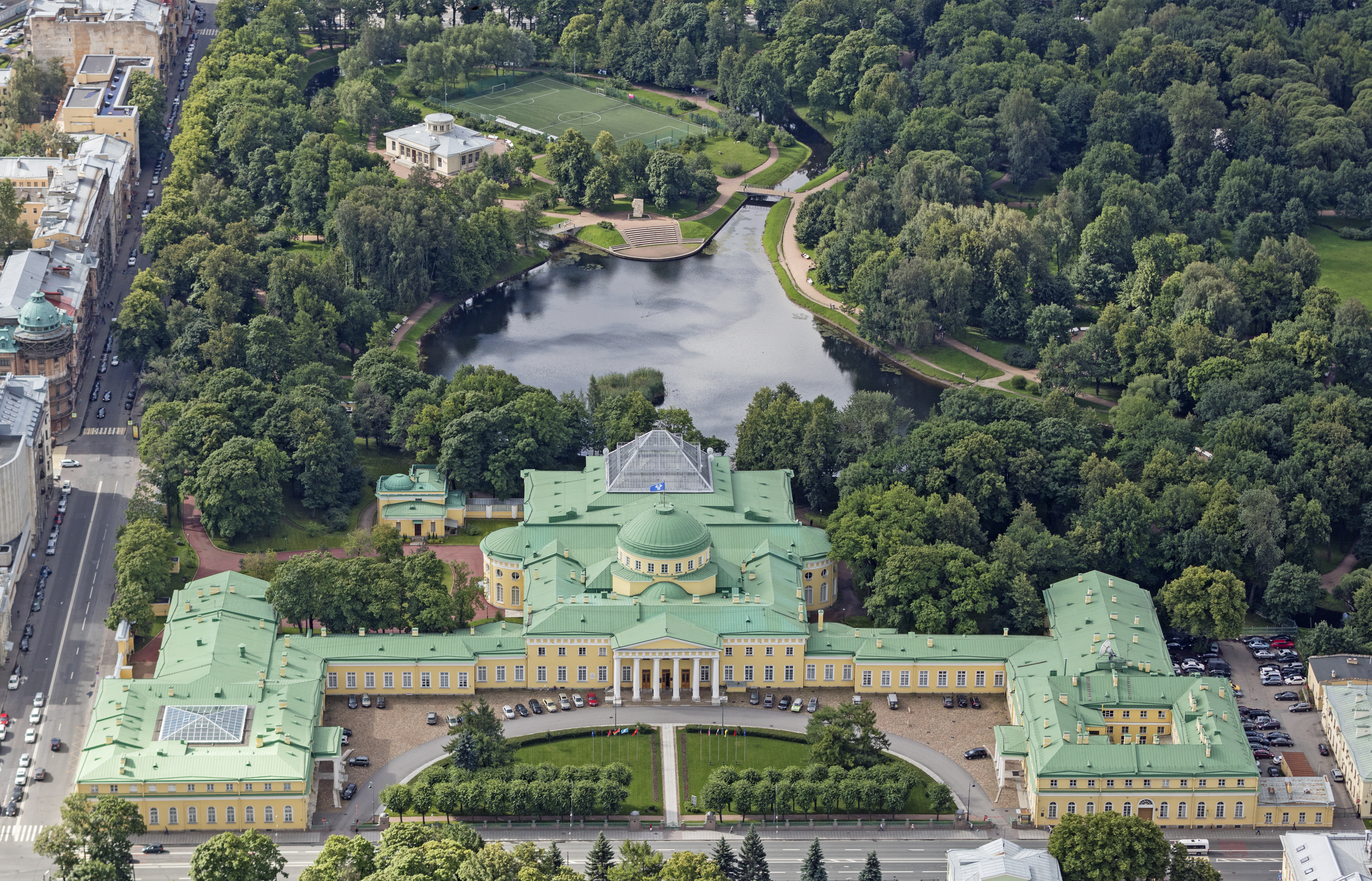
Het paleis vanuit de lucht

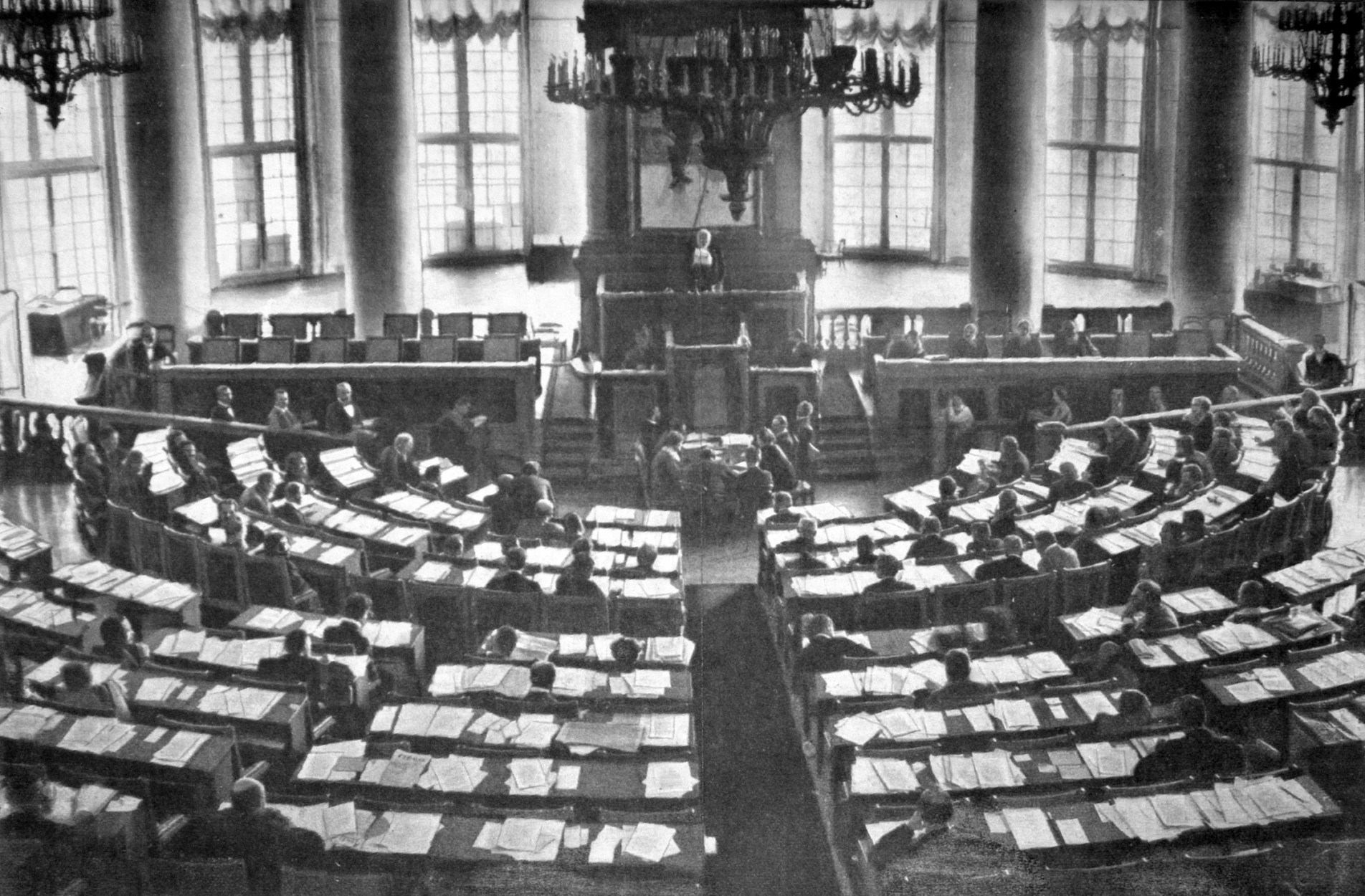
De Catharinazaal tijdens een bijeenkomst van de Doema

Het Taurische Paleis (Russisch: Таврический дворец, Tavricheskij dvorets) is een gebouw in de Russische stad Sint-Petersburg dat vooral bekend is omdat het van 1905 tot 1917 de zetel was van de Doema.

## Geschiedenis
Het Taurische Paleis werd tussen 1783 en 1789 gebouwd naar ontwerp van Ivan Starov in opdracht van tsarina Catharina de Grote. Het neoclassicistische paleis, dat werd omringd door uitgestrekte tuinen met een meertje, werd door Catharina geschonken aan haar favoriet Grigori Potjomkin, die na zijn verovering van de Krim de titel vorst van Tauris droeg.
Na de dood van Potemkin in 1791 verwierf Catharina's zoon, de latere tsaar Paul I, het paleis en verbouwde het tot een kazerne van een cavalerieregiment. Tsaar Alexander I, de zoon van Paul I, liet het gebouw weer ombouwen tot residentie en in de negentiende eeuw werd het bewoond door leden van de keizerlijke familie en gebruikt voor tentoonstellingen en bals.
In 1906 werd het paleis verbouwd tot zetel van de Doema van het Keizerrijk Rusland. De Doema fungeerde als lagerhuis van het Russische Parlement. De afgevaardigden kwamen bijeen in de Catharinazaal waar de zetels in een halve cirkel stonden gegroepeerd en waar een groot door Repin geschilderd portret van tsaar Nicolaas II hing.
Na de Februarirevolutie in 1917 huisvestte het Taurische Paleis de Voorlopige Regering en de Sovjet van Petrograd. De Voorlopige Regering verhuisde in maart naar het Mariinskipaleis en de Sovjet vertrok ten slotte in juni naar het Smolny-instituut. Op 6 januari 1918 was het paleis nog één dag de zetel van de Constituante, die de volgende dag werd afgeschaft door de bolsjewieken. In mei 1918 hielden de bolsjewieken in het gebouw hun zevende partijcongres, waarop werd besloten dat de partij voortaan de Russische Communistische Partij zou heten.
Tot 1990 was de hogere partijschool van de Communistische Partij van de Sovjet-Unie in het paleis gevestigd, waarna het de zetel werd van de interparlementaire vergadering van het Gemenebest van Onafhankelijke Staten.
Van 14 tot 18 oktober 2017 vond in het Taurische Paleis de 137e assemblee van de Interparlementaire Unie plaats. Parlementariërs uit 130 landen namen aan deze assemblee deel. Met 2500 deelnemers (parlementariërs en ambtelijke medewerkers) was deze vergadering de grootste interparlementaire vergadering in de geschiedenis van de parlementen. Bij de opening werden toespraken gehouden door president Poetin en de voorzitter van de Russische Federatieraad, Valentina Matvijenko.
- Virtual International Authority File: 244271968